# Герб Грозного
Герб Грозного — офіційний символ міста Грозний, столиці Чеченської Республіки. Затверджений 22 вересня 2010 р., внесений до Державного геральдичного регістру РФ за № 6266.

## Опис
|  | У зеленому полі на червоному, обтяженому срібним поясом, краю — мечеть того ж металу, що має віконні та дверні отвори в колір поля, блакитні покрівлі та золотий шпиль із півмісяцем рогами вгору на головному куполі, між парами мінаретів, також срібних з блакитними покрівлями, що мають золоті верхівки, причому з кожного боку один мінарет зображений впритул до мечеті, а інший віддалік; мечеть і мінарети стоять на срібній основі у вигляді трьох щаблів, з яких нижня вписана в щит. |

## Автори
Розробники герба — О. Грефенштейн (автор комп'ютерного дизайну герба) та Д. Іванов.

## У період Російської імперії

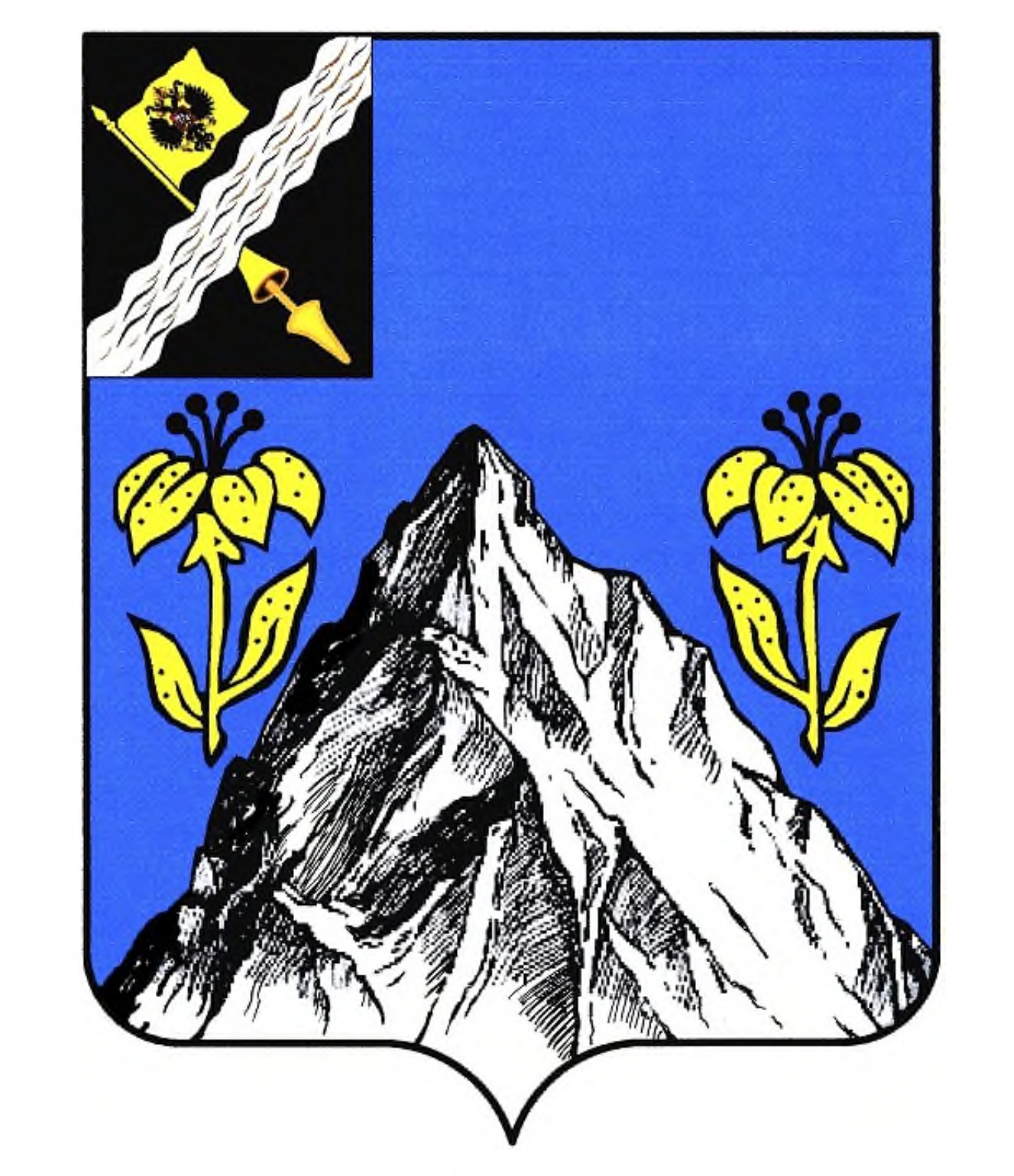
Герб Грозного 1875 року.

15 березня 1873 року було затверджено герб Терської області, потім у 1875 року герб міста Грозного:
|  | «У чорному щиті, срібна хвилеподібний перев'яз праворуч. Імператорський штандарт на золотому держаку. Щит увінчаний Царською Короною і оточений золотим дубовим листям, з'єднаним Олександрівською стрічкою». Срібний перев'язок символізує Терек, який довгий час був російським кордоном на Північному Кавказі. Тепер обидва його береги були об'єднані Імператорським штандартом, і Терек став повністю російським. Проект герба міста Грозного був виконаний Б. В. Кене. Він зобразив на блакитному щиті - срібну гору, що супроводжується з обох боків двома золотими морськими ліліями. У правій вільній частині — герб Терської області. Розміщення обласного герба у вільній частині показує не підпорядкованість, а територіальну приналежність міста чи області. |

## У радянський період
Радянський герб Грозного був затверджений 20 серпня 1969 року. Автори малюнка герба: М. Кримський, Г. Шаталов, В. Ніколайчик.

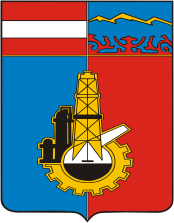
Герб Грозного 1969 року.

|  | Герб має традиційну форму щита, розділеного на 2 вертикальні та 2 горизонтальні частини. Верхня планка має 1/4 частину всієї висоти та складається з 2 сюжетів: у правій [від глядача] боці муарова орденська стрічка, що символізує славетні революційні та трудові традиції грозненського пролетаріату, нагородженого орденом Бойового Червоного Прапора. У лівій [від глядача] боці зображено 3 гірські вершини, під якими розташований орнамент у національному мотиві, який стверджує, що місто Грозний є столицею Чечено-Інгуської АРСР. У нижній частині, що складається з 3/4 всієї висоти, на тлі прапора Російської Федерації геральдичний знак, що зображує основний економічний профіль міста, представлений провідними галузями промисловості — нафтовидобувною, нафтопереробною, нафтохімічною, машинобудуванням та наукою, що складається з таких символів — бурової вежі, нафтопереробної установки, реторти, заповненої до половини нафтою, та зубчастого колеса. |